# Walter Delle Karth
Walter Delle Karth, né le 11 août 1946 à Innsbruck, est un bobeur autrichien. 

## Palmarès

### Championnats monde
- : médaillé d'argent en bob à 4 aux championnats monde de 1973.
- : médaillé de bronze en bob à 4 aux championnats monde de 1974.